# Edina (namn)
Edina är en kortform av det engelska namnet Edvardina som är sammansatt av ord som betyder rikedom och beskyddare.
Den 31 december 2014 fanns det totalt 619 kvinnor folkbokförda i Sverige med namnet Edina, varav 541 bar det som tilltalsnamn.
Namnsdag: saknas